# Estación de Medina de las Torres
Medina de las Torres es un apeadero ferroviario situado en el municipio español homónimo, en la provincia de Badajoz, comunidad autónoma de Extremadura.  Desde junio de 2013 no presta servicio de viajeros, pues ningún tren efectúa ya paradas intermedias entre Zafra y Fregenal de la Sierra.

## Situación ferroviaria
Se encuentra ubicada en el punto kilométrico 7,9 de la línea férrea de ancho ibérico que une Zafra con Huelva a 525 metros de altitud, entre las estaciones de Zafra y de Valencia del Ventoso. El tramo es de via única y está sin electrificar.

## Historia
La estación fue abierta al tráfico el 1 de enero de 1889, con la apertura del tramo Zafra-Valdelamusa de la línea férrea que unía Zafra con Huelva. Las obras corrieron a cargo de la Zafra-Huelva Company. Esta modesta compañía de capital inglés mantuvo la explotación del recinto hasta la nacionalización del ferrocarril en España y la creación de RENFE en 1941. Desde el 31 de diciembre de 2004 Renfe Operadora explota la línea mientras que Adif es la titular de las instalaciones ferroviarias.

## La estación
Se encuentra al este del núcleo urbano. Las instalaciones se limitan al andén y a un simple refugio de obra, no siendo el conjunto accesible a personas con movilidad reducida.

## Servicios ferroviarios
Ningún tren de viajeros efectúa parada en Medina de las Torres, aunque hasta junio de 2013 lo hizo el servicio de Media Distancia ofrecido por Renfe entre Huelva, Zafra y Madrid los fines de semana.